# دوغلاس بلاك (طبيب)
السير دوغلاس أندرو كيلغور بلاك (بالإنجليزية: Douglas Andrew Kilgour Black)‏ ـ (1913 ـ 2002) هو طبيب وباحث طبي إسكتلندي، كان له دور بارز في تطوير هيئة الخدمات الصحية الوطنية. كان مجال أبحاثه الأساسي هو الصحة العامة، واشتهر بوضع تقرير بلاك (بالإنجليزية: Black Report)‏ المتعلق بتفاوت الرعاية الصحية، ومعادلة بلاك (بالإنجليزية: Black Formula)‏، وهي ترجمة لمعادلة بينيه إلى المقاييس البريطانية.

## حياته وأبحاثه
ولد بلاك في دلتنغ بجزر شتلاند سنة 1913، وتلقى تعليمه بأكاديمية فورفار، ثم درس الطب في مدرسة طب بيوت بجامعة سانت أندروز، حيث حصل على درجة البكالوريوس في الطب والجراحة سنة 1933.
أجرى بلاك أبحاثًا عن فقدان الماء والجفاف في جامعة أكسفورد، ثم في جامعة مانشستر، التي عُين أستاذًا للطب بها سنة 1959. وفي سنة 1974، صار كبير علماء بقسم الصحة والأمان الاجتماعي بالحكومة البريطانية، ثم تولى رئاسة كلية الأطباء الملكية بين عامي 1977 و1983، كما رأس الرابطة الطبية البريطانية، وكان له موقف صلب ضد نظام الفصل العنصري في جنوب إفريقيا.
في السبعينيات، رأس بلاك ـ بطلب من حكومة حزب العمال ـ لجنة خبراء للبحث في تفاوت الرعاية الصحية، ونُشر تقرير هذه اللجنة (الذي عُرف شعبيًا وإعلاميًا باسم «تقرير بلاك») سنة 1980.ورغم عدم رضا حكومة المحافظين التي كانت في السلطة وقت صدوره، إلا أن هذا التقرير كان له ـ منذ ذلك الحين ـ أثر كبير في التعريف بقضية تفاوت الرعاية الصحية، وقد نشرته دار بنغوين سنة 1982 تحت عنوان «التفاوت في الصحة: تقرير بلاك والانقسام الصحي».
رأس بلاك في وقت لاحق استقصاء حكوميًا بشأن داء ابيضاض الدم عند الأطفال في المناطق المحيطة بمنشأة تدوير الوقود النووي الواقعة في ستيلافيلد بمقاطعة كمبريا البريطانية.

## التكريم والأوسمة
- لقب سير سنة 1973
- وسام القديس جون سنة 1989